# Кодекс (книга)

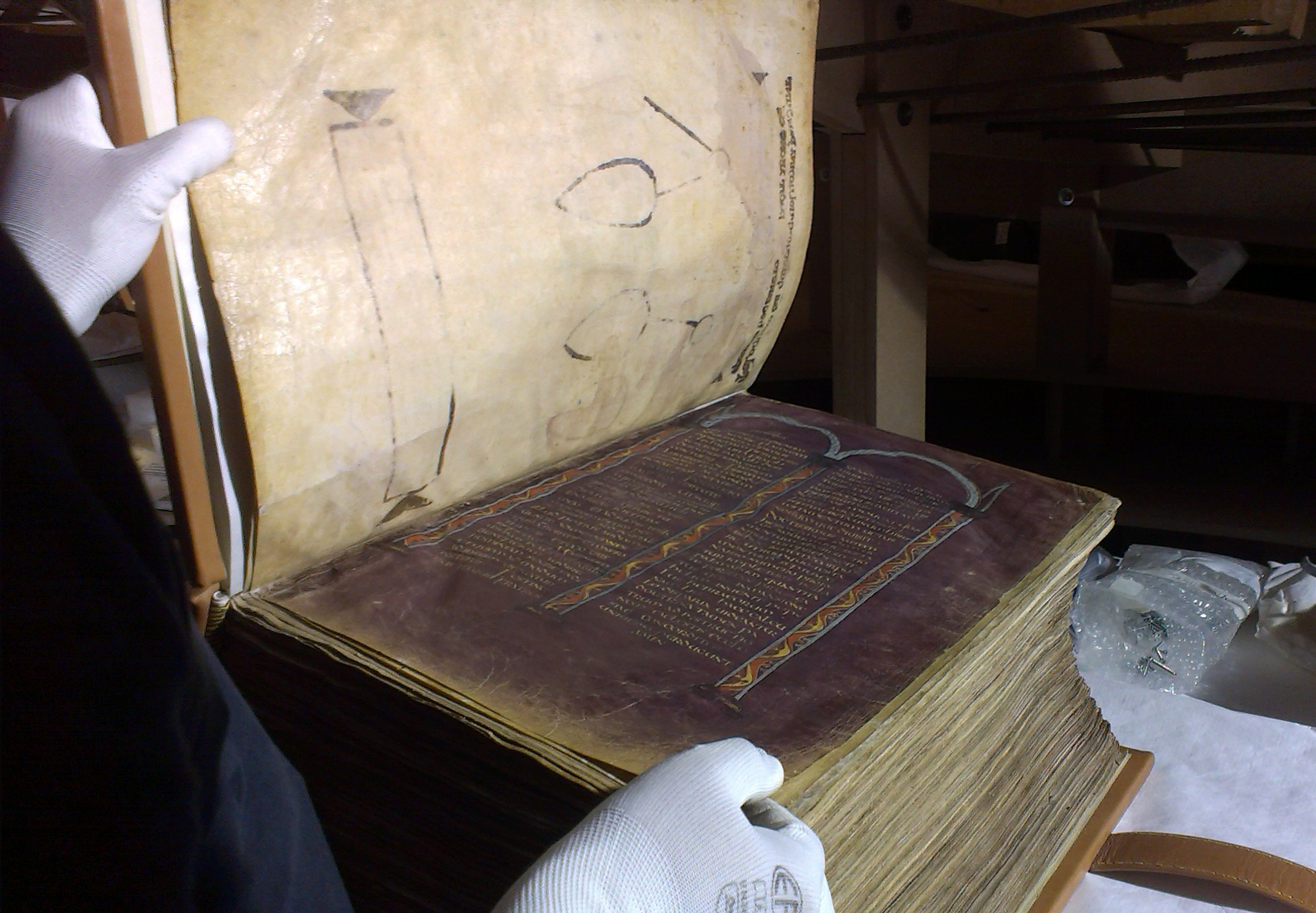
Раскрытый Амиатинский кодекс (начало VIII века). Страница канонов целиком окрашена пурпуром. Книжный блок включает 1029 пергаментных листов, имеет толщину более 20 см и весит около 30 кг

Ко́декс (лат. сōdех — «ствол», «пень», то есть деревянные таблички для письма) — одна из исторических форм книги. Форму кодекса имеют современные книги. Технически кодекс — это тетрадь из согнутых пополам и прошитых по сгибу листов писчего материала, сфальцованных в мягком или твёрдом (из досок) переплёте. Впервые кодексы появились в восточных провинциях Римской империи. Первоначально изготовлялись из папируса и пергамента. В первые века новой эры началось использование кодексов в среде римских юристов и ранних христиан из-за компактности по сравнению со свитками и удобством поиска нужных мест в объёмном тексте. С VI—VII века кодекс становится основной формой книги; с его оформлением связано появление переплёта, оформления и украшения страниц. Традиции средневекового оформления рукописных кодексов оказали сильнейшее влияние на внешний вид и оформление печатных книг.

## Появление кодекса

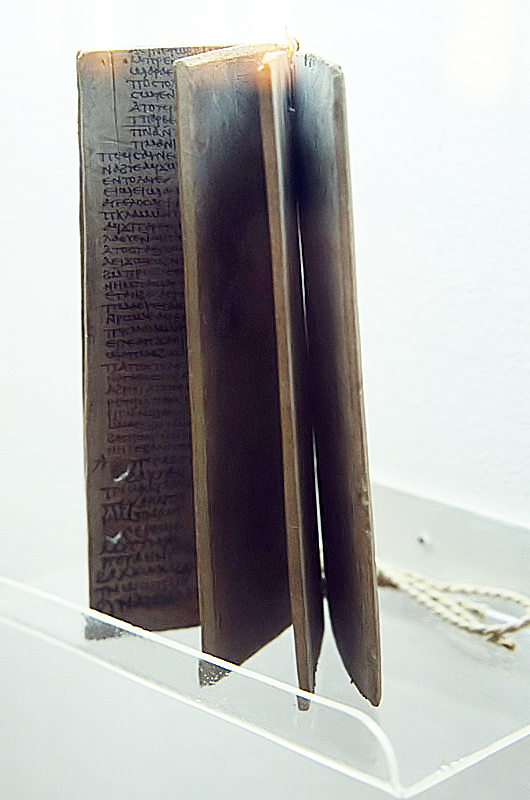
Коптский текст на деревянных табличках. Римский период, Эль-Харга, археологический музей

Самой распространённой формой книг в древности был папирусный свиток, который, по археологическим данным, абсолютно господствовал до III века. Переход к форме кодекса в литературе обыкновенно связывают с распространением пергамента. Античные авторы утверждали, что пергамент появился как заменитель папируса и, соответственно, древнейшие пергаментные книги должны были иметь форму свитка. Однако ни одного текста, записанного на пергаментном свитке, не сохранилось от античности; упоминания о таких свитках сравнительно редки, но встречаются до VII века. О пергаментных свитках упоминает Ульпиан (Dig., XXXII, 52), Исидор Севильский в своих «Этимологиях» (VI, 11, 2). Плиний Старший в «Естественной истории» (VII, 21, 85), ссылаясь на Цицерона, описывал пергаментный свиток, заключавший в себе всю «Илиаду». Он был якобы настолько тонок, что помещался в скорлупе ореха.
Принцип соединения пачки листов восходил к восковым табличкам. Они использовались в античности для повседневных и деловых записей, изготовлялись чаще всего из дерева, имели выпуклые края в виде рамки, защищавшие восковые поверхности от соприкосновения друг с другом, чтобы не стиралось записанное. У одного края в них просверливали два или три отверстия, через которые они скреплялись друг с другом нитью или кольцами. По этому образцу делались и книги — кодексы. По-видимому, первые кодексы сшивали из разрезанных папирусных свитков, поскольку повреждённый свиток было нельзя сворачивать и разворачивать без дальнейшего разрушения. Далее кодексы стали изготавливать намеренно, сначала — из папируса. Именно из папирусных листов составлены древнейшие дошедшие до нас кодексы, все сохранившиеся в Египте; имеются о них упоминания и в античных источниках. Так, Кассиодор завещал своим духовным братьям по Виварию папирусный кодекс (лат. codex chartaceus), который содержал в себе весь текст Библии. От того же VI века дошёл в составе собрания Амброзианской библиотеки папирусный кодекс с латинским переводом «Иудейских древностей», текст при этом был записан на обеих сторонах листа. Старейшие остатки пергаментных кодексов, находимые в Египте, датируются II веком.

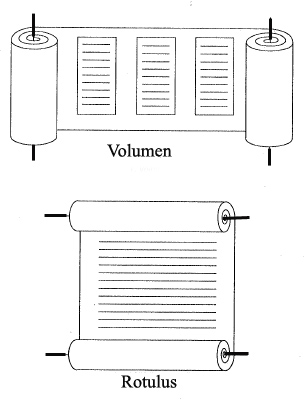
Разница способов записи текста на свитке: литературного (volumen) и в документах (rotulus)

Форма кодекса имела два неоспоримых преимущества перед формой свитка. Во-первых, она давала большую экономию в объёме. Марциал писал (XIV, 190), что на маленьких пергаментных листках мог уместиться в его библиотеке Тит Ливий, для которого иначе там не было бы места («История Рима» включала 142 книги-свитка). Второе преимущество было осознано римскими юристами и ранними христианами, именно оно и стало решающим: кодексом было удобно пользоваться при неоднократном обращении к разным местам объёмного текста, находя их при перелистывании и закладывая при необходимости. Христиане быстро поняли, что в одном кодексе помещаются все четыре Евангелия и другие важные библейские тексты, постоянно используемые при богослужении.
Свиток был относительно быстро вытеснен кодексом только в области литературы и юриспруденции, форма свитка для документов существовала вплоть до Нового времени. Свиток имел важное преимущество перед кодексом, поскольку исключал возможность замены листов, а текст как единое целое завершался и закреплялся подписью и печатью. Характерно, что в греческих и латинских документах строки шли перпендикулярно длине и текст был сплошным, в то время как в литературных произведениях он записывался колонками, постранично. Судя по египетским находкам, в течение первых веков нашей эры свитки с литературными текстами сосуществовали с кодексами, к III веку доля кодексов составляла не более 6 %. Однако далее свитки стремительно утрачивали свои позиции: в IV веке доля кодексов выросла уже до 65 %, в V веке — до 89 %, а в VII веке книги-свитки совершенно вышли из употребления. Здесь присутствовал идеологический момент: произведения античной литературы в IV—V веках сохранялись в свитках, а новые — христианские — книги изготовлялись в виде кодексов, форма которых, таким образом, ассоциировалась с их содержанием.

### Типы рукописных книг
К XIII веку окончательно складываются три основных типа рукописных книг, определяемые по их функциональному назначению и, соответственно, качеству материала и оформления.
1. Роскошные книги, переписанные известными каллиграфами и снабжённые художественным оформлением. Использовались высококачественные сорта пергамента, текст сопровождался иллюстрациями, доски переплёта обтягивали кожей и зачастую украшали драгоценными камнями и металлами. Такие книги преимущественно служили представительскими подарками и предназначались для высшей знати, изредка — очень богатых представителей третьего сословия[14].
2. Обычные (обиходные) книги, исполненные на пергаменте или бумаге чётким почерком, как правило, скромно украшенные. Такие книги составляют основную массу кодексов, на них отрабатывались методы расположения текста и формы и черты, присущие книге вообще. Такие книги обслуживали потребности средневековой интеллигенции: университетских профессоров и студентов, преподавателей школ, частных книжников, духовенства, грамотного рыцарства и бюргерства. Из этой среды в дальнейшем вышли все основные потребители печатных книг[15].
3. Дешёвые (простые) книги, изготовленные из худших сортов пергамента и бумаги, зачастую разномастных и неформатных. Такие книги исполнены курсивом и прежде всего предназначались для личного пользования. Изначально их изготовляли студенты и профессора университетов для своих личных нужд. Эти книги чаще всего вообще лишены украшений (исключения — инициалы и рубрикация). Часть простых книг предназначалась для малоимущего и малограмотного сельского духовенства, в печатном виде они породили лубочную литературу[16].

## Папирусные кодексы

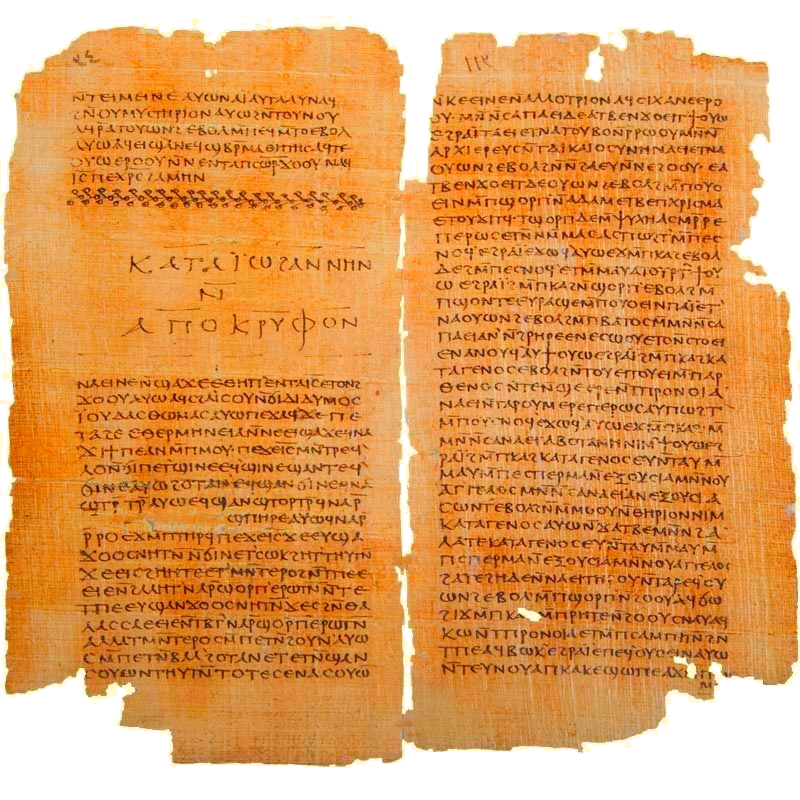
Папирусный кодекс II из Библиотеки Наг-Хаммади. Коптский музей

Общий принцип изготовления кодекса был таков: листы писчего материала складывались один на другой, далее пачку сгибали и прошивали по сгибу. Таким образом, внешние листы должны были иметь наибольший размер и постепенно уменьшаться к середине, чтобы блок был более или менее ровным. При сколько-нибудь значительной толщине напряжение в месте сгиба было сильным, поэтому кодексы плохо держатся в закрытом состоянии и имеют тенденцию раскрываться. По этой причине кодексы стали составлять из тетрадей — четырёх листов, согнутых пополам (др.-греч. τετράδιον, лат. quaternion). Тетради именно из четырёх листов не были строгим правилом, встречались бинионы и квинионы (по два и пять листов), были и другие сочетания; чаще всего, однако, это были дополнения к пачке кватернионов, когда текст не помещался в последней тетради.
Поскольку ранние образцы кодексов не сохранились, невозможно судить, существовала ли бестетрадная (точнее — однотетрадная) форма; все сохранившиеся образцы — многотетрадные. Для изготовления папирусного кодекса рулон заготовленного в мастерской папируса разрезали, при этом места склеек, из которых и составлялся рулон, могли приходиться на середину страницы. Однако писчий материал ценился высоко, и листами со склейками не пренебрегали. Только при переписке дорогих экземпляров книг пользовались специально изготовленными листами заранее огово́ренного размера. Для дешевизны могли употребляться использованные свитки, листы из которых склеивали исписанными сторонами друг к другу, то есть страницы получались двойной толщины.
По материалам египетских раскопок и находок выясняется, что в ранний период папирусные кодексы были больше распространены, чем пергаментные, для греческой литературы их соотношение примерно 5 : 3 в пользу первых. На форму папирусных кодексов основное влияние оказывала фактура материала: папирус был хрупким, поэтому края листов изнашивались и обламывались, из-за чего поля папирусных кодексов — особенно у наружного края — делали широкими, а текст записывали в одну колонку. Общий формат папирусных кодексов больше, чем у пергаментных, а книг малого формата не встречается вовсе.
Форматы египетских папирусных кодексов на греческом языке разнообразны. Из сохранившихся образцов IV—VI веков имеются кодексы квадратной формы с длиной стороны 10—15 см, а также имеющие форму двойного квадрата, то есть с отношением высоты к ширине 2 : 1, и высотой около 30 см. Оба формата, в основу которых положен квадрат, характерны именно для ранних кодексов. Другие образцы демонстрируют иные соотношения высоты и ширины (5 : 4, 4 : 3, 3 : 2, 5 : 3, 7 : 4, 7 : 3). Такого рода варианты обуславливались свойствами папируса: чтобы повреждения не затрагивали текст, поля должны были быть широкими, текст писали в одну колонку (на пергаменте — в две или даже три), и чтобы уместить на страницу больше письменных знаков, квадрат, восходящий к формату свитка, удваивался и утраивался.
Немногие папирусные кодексы сохранились и на Западе. В Национальной библиотеке Франции хранится папирусный кодекс с гомилиями Св. Авита; в трёх библиотеках Парижа, Женевы и Санкт-Петербурга имеются разрозненные фрагменты и листы кодексов с посланиями Блаженного Августина, в Поммерсфельдене имеются отрывки «Дигест» и в Санкт-Галлене — отрывки сочинений Исидора Севильского. Все эти рукописи датируются VI—VII веками.

## Переплёты

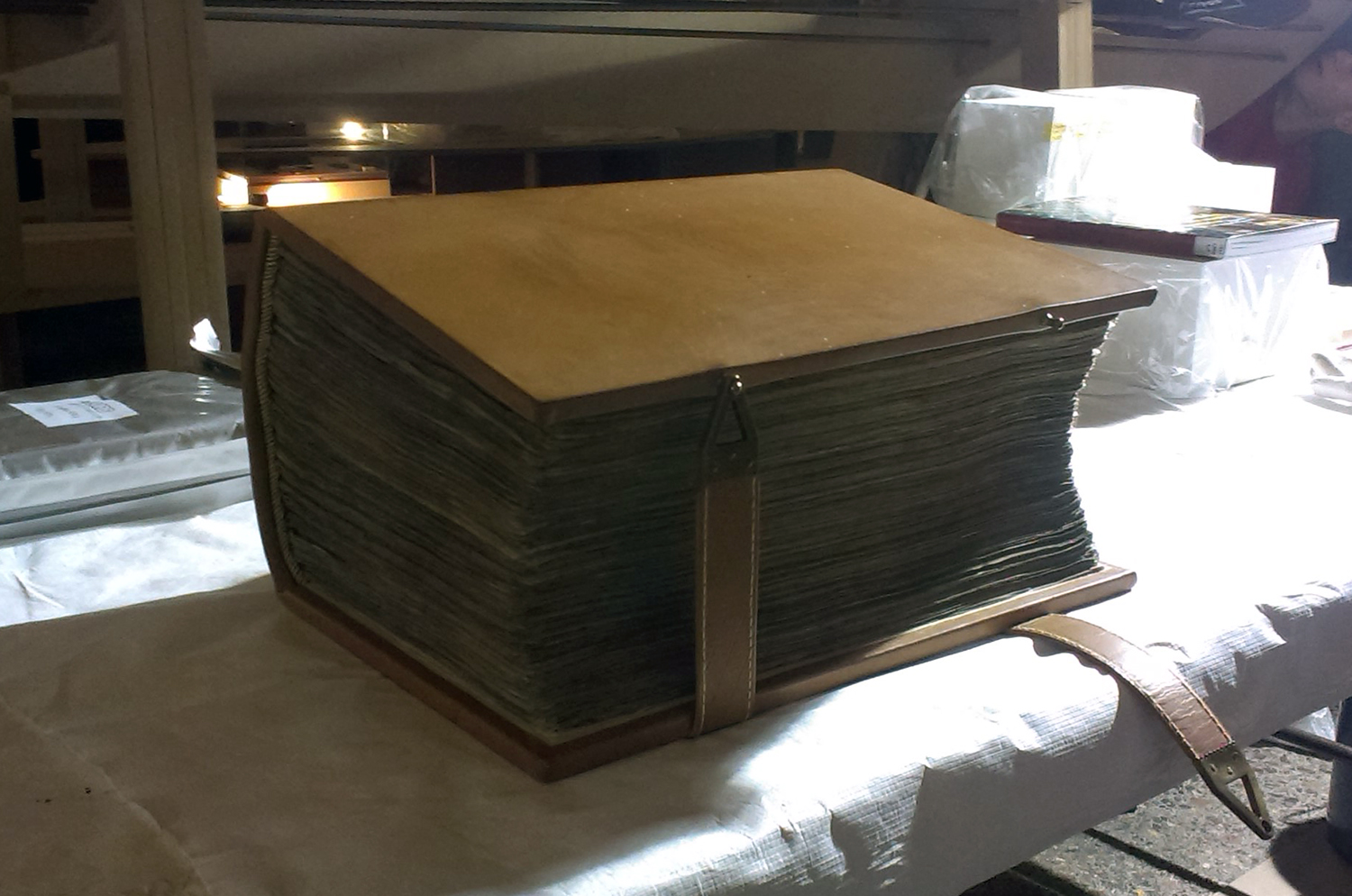
Деревянный переплёт Амиатинского кодекса с застёжками. VIII век. Библиотека Лауренциана

Самые древние сохранившиеся переплёты относятся к концу III — началу IV века и изготовлены в Египте. И античные, и средневековые переплёты делятся на два основных типа: деревянные и кожаные. Деревянные могли быть частично или полностью обтянуты кожей; прототипом такого переплёта были деревянные дощечки, скреплённые металлическими кольцами или нитями. Коптское переплётное искусство оказало большое влияние на переплётное дело и в Европе, и на Востоке. Так, деревянный переплёт, обшитый кожей, сделанный по тому же образцу, что и коптские, известен в Англии ещё с VII века. Древнейший сохранившийся там переплёт — на Евангелии от Иоанна, принадлежавшем Св. Кутберту. Деревянные крышки покрыты козьей кожей (сафьяном), окрашенной в красный цвет (именно такой кожей, какая употреблялась в Египте), — это явно не местная продукция, а предмет импорта с Востока. Коптская манера украшения переплётов оказала влияние на иранское книжное искусство — прорезные узоры на золотом и цветном фоне; такая техника известна и в средневековых Германии и Франции. Типичная для немецких и английских книг XV века схема расположения узоров на переплёте имеет прообразом коптскую манеру.
В Европе для изготовления переплётов использовали воловью и свиную кожу, а позднее — пергамент и сафьян. Деревянные переплёты могли обтягивать цветной парчой, сложные тиснения на кожаных переплётах раскрашивали или инкрустировали кожей, окрашенной в другой цвет. Для лучшей сохранности переплёта на нижней его крышке ставили металлические полусферы, на которые опиралась рукопись. Поскольку пергаментный кодекс имеет свойство раскрываться, а сам пергамент коробится и очень чувствителен к влаге и сухости, переплёты всегда снабжались застёжками, с помощью которых они стягивали книжный блок. С переходом на бумагу переплёты стали делать из картона, покрытого кожей или тканью, в составе картонажей зачастую обнаруживаются остатки ценных древних рукописей или ранних печатных книг.

## Пергаментные кодексы

### Формы пергаментных кодексов

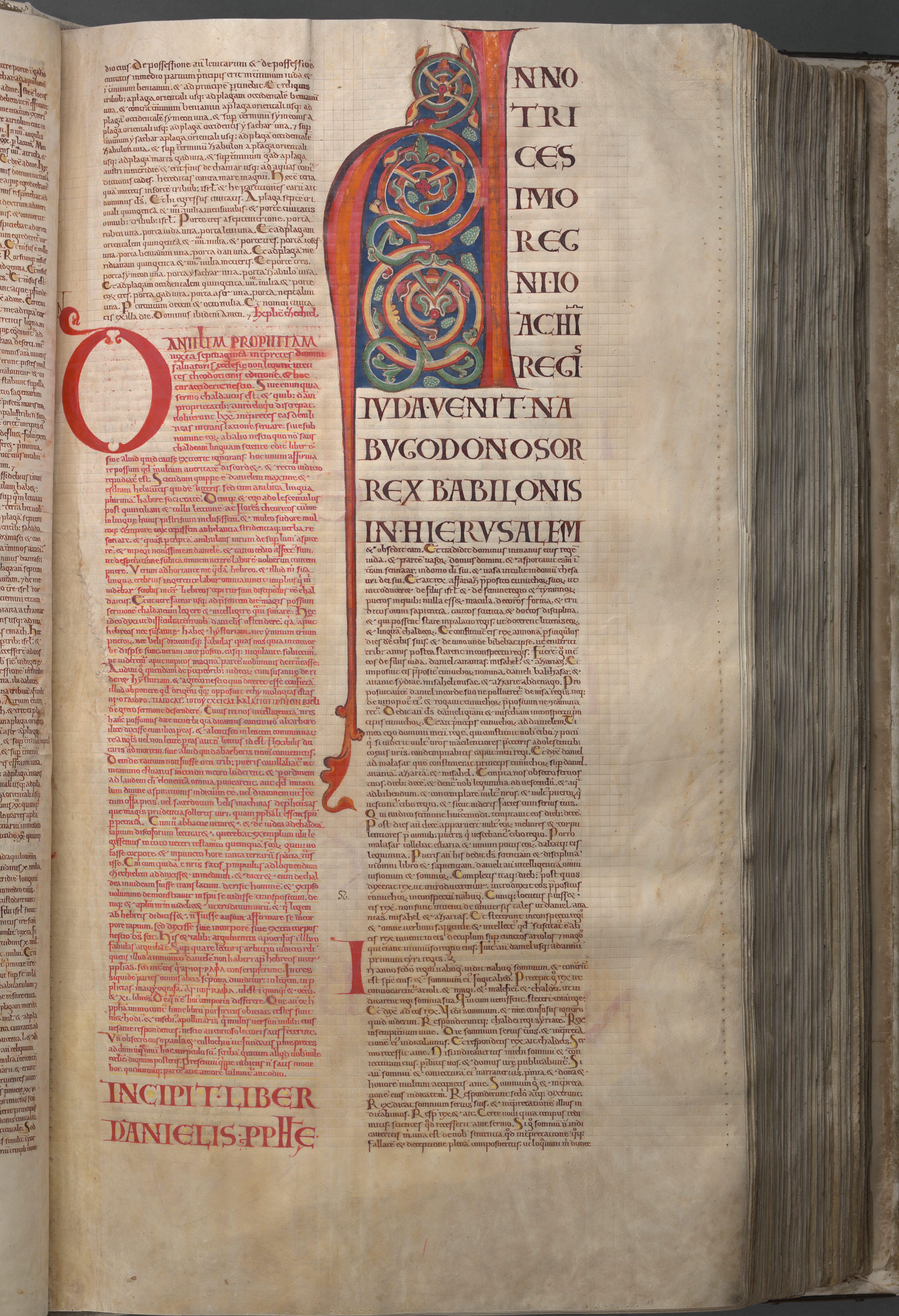
Гигантский кодекс. Заставка Книги пророка Даниила, хорошо видны зачины и все элементы книжного оформления внутри кодекса. Первая треть XIII века, Национальная библиотека Швеции

У папируса как материала для изготовления кодексов было немало недостатков: он не был эластичным, часто ломался, листы такого кодекса быстро обтрёпывались от постоянного перелистывания. Пергамент обладал рядом серьёзных преимуществ, и это в конечном итоге определило форму книги.
Впервые название membrana pergamena («пергамент») используется в Эдикте Диоклетиана о ценах 301 года. Этот термин быстро был усвоен христианской литературой и широко распространился. Пергамент как материал более гибкий и прочный позволял делать поля более узкими, текст мог быть написан в две колонки, хотя нередко встречается и одна колонка. Размеры античных пергаментных кодексов небольшие, форматы обычно квадратные или близкие к ним (5 : 4). Пергаментный кодекс изготовляли аналогично папирусному. Согнутый пополам лист пергамента именовался по-гречески «дипломой» (др.-греч. δίπλωμα), четыре дипломы образовывали тетрадь. Тетради нумеровались на последнем листе (лат. signatura), что позволяло соблюсти последовательность при переплетении их в кодекс. Сигнатуру ставили на нижнем поле посередине, а в античности — справа. Если в континентальных скрипториях сигнатуру ставили римской цифрой, то в мастерских Ирландии и Англии номер тетради обозначался буквой алфавита, которую ставили на первом листе тетради сверху слева. Для связи тетрадей, а иногда и отдельных листов с XI века стала использоваться реклама — под последним словом предыдущего кватерниона писали первое слово следующего.
Исконный формат пергаментного кодекса очень невелик (минимальный 5 × 6,5 см), такие образцы сохранились от раннего Средневековья (Кутбертово Евангелие). В дальнейшем размеры кодексов колебались довольно сильно и в среднем имели высоту от 12 до 40 см. Максимальные размеры имел Гигантский кодекс XIII века с форматом страницы 91,5 × 50,8 см (две колонки текста по 105 строк). Излюбленным форматом был близкий к квадратному — от 12 × 14 до 23 × 26 см. Иногда соотношение сторон кодекса могло равняться 1 : 2. Площадь и формат шкуры для выделки пергамента, естественно, зависели от вида животного, но в среднем равнялась 50 × 75 см. При переходе к бумаге с XIV века были установлены четыре стандарта величины листа: от максимального 50 × 75 см до минимального 31 × 45 см.
В Средневековье кодексы стали фальцевать исключительно из кватернионов, однако, если пространства не хватало, могли использоваться унионы, бинионы и тринионы (тетради в 2, 4 и 6 страниц). Бинионы и тринионы при этом использовались исключительно в самом начале и в конце манускрипта для оглавления и тому подобных надобностей. Квинионы (тетради в 5 листов) очень характерны для гиберно-саксонской книжной традиции VII—IX веков, а в Италии XIV века распространились секстионы — тетрадь в 6 листов.

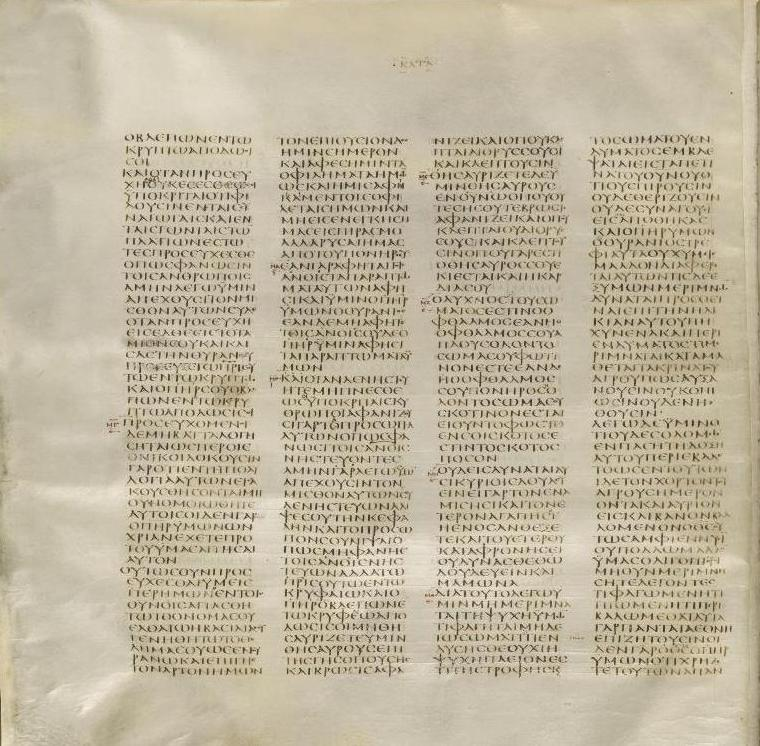
Лист 202 verso Синайского кодекса, исписанный в четыре колонки. Текст. IV век, Британский музей

Для античности наиболее распространённой формой кодекса была квадратная, позволявшая поместить несколько колонок текста на одной странице. В кодексах большого формата их могло быть до трёх-четырёх. Такая организация пространства была унаследована от книги-свитка, где в поле зрения читателя находились одновременно три-четыре колонки текста. Один из древнейших кодексов с текстом Библии, выполненный в конце античности, — Синайский кодекс — имеет по четыре колонки текста на каждой странице; в каждой колонке помещаются 12—13 букв. Это и есть унциал — термин происходит от лат. uncia — «двенадцатая часть целого», в данном случае — строки. Для записи текста страницы кодекса расчерчивали тупой стороной перочинного ножа, оставляющего вдавленную линию.
Кодексы сохраняли деление на части-«книги» оригинала, существовавшего в форме свитка. Каждый отдельный свиток превращался в главу кодекса, хотя старое название «книги» за этой главой сохранялось. Латинский термин pagina («страница»), употреблявшийся в применении к книге-свитку, был перенесён и на кодексы. Несколько кодексов, содержавших какое-то целое произведение или собрание сочинений одного автора, назывались корпусом. Аналогично в кодексы перешли технические знаки и указания, существовавшие в свитках.

### Писчий материал

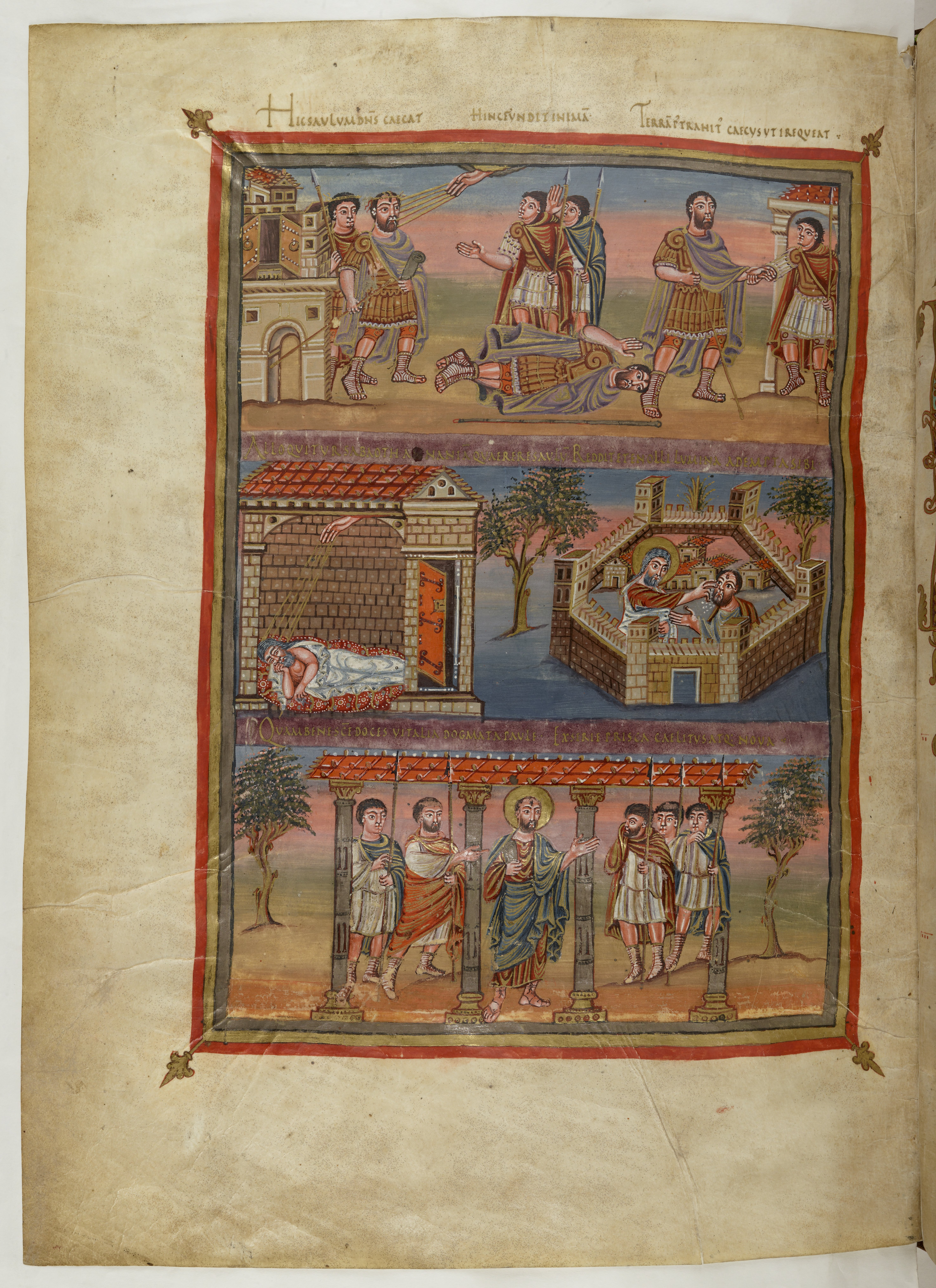
Миниатюры из «Первой Библии Карла Лысого», лист 386 verso. «Волосяная сторона» пергамента эпохи Каролингов, на которой хорошо видны чёрные точки — следы волосяных фолликулов. Национальная библиотека Франции

Пергамент (лат. membranum) был дорогим материалом: чтобы изготовить объёмную книгу хотя бы в 300—400 страниц, необходимо было зарезать стадо животных в 70—100 голов. Для крупноформатной Библии требовалось примерно 320 шкур. О дефиците писчего материала в Средневековье свидетельствуют палимпсесты. Античных свидетельств о технологии производства пергамента не сохранилось, но нет оснований полагать, что она была принципиально иной, чем в Средние века. В разных странах пергамент изготовляли из шкур разных животных. В окрестностях Пергама разводили ослов, поэтому лучшие античные сорта делались из ослиных шкур. Из шкур 160 ослов сделаны листы Гигантского кодекса XIII века. В эпоху Каролингов пергамент чаще делали из шкур баранов. Это не было правилом, в Италии чаще всего на пергамент шли шкуры козлов, при этом в Италии обработанную кожу покрывали толстым слоем мела вплоть до полного высыхания, поэтому многие итальянские рукописи XIV—XVI веков отличаются исключительной белизной пергамента. В античности белый пергамент получали из шкур предварительно обескровленного животного; шкуры животных, зарезанных с кровью, имеют желтоватый оттенок. Наиболее тонкий пергамент делали из кож кроликов и белок, а также нерождённых ягнят, извлечённых из чрева матери. Последний был чрезвычайно сложен для обработки, стоил очень дорого и использовался только для особо роскошных книг, предназначенных в подарок высокопоставленным особам.
Обработанный пергамент имеет две стороны — белую и гладкую (бывшая внутренняя сторона шкуры) и более грубую, имеющую желтоватый цвет (бывшая наружная, покрытая волосами). В древнейших греческих и римских книгах, написанных на пергаменте, «волосяная» и «мясная» стороны прилегали к себе подобным (так называемое «правило Грегори»). В Англии и Ирландии специалисты обрабатывали пергамент таким образом, что «мясную» сторону почти невозможно отличить от «волосяной», в то время как в Германии на это не обращали внимание, и зачастую оборотная сторона пергаментного листа в континентальных рукописях сохраняет следы волосяных фолликулов в виде чёрных точек. Таким же образом поступали в Италии и Испании, в которых на пергамент перенесли методы обработки папируса и тщательно отделывали лишь одну сторону листа.
Со времён античности изготовление пергамента было привилегией духовных лиц и сосредотачивалось при монастырях, однако с XII века — с расцветом городов и основанием университетов — положение стало меняться. Согласно налоговому реестру 1292 года, в Париже насчитывалось 19 специалистов по изготовлению пергамента. Со временем монополия на писчий материал перешла к университету, чрезвычайно заинтересованному в переписывании книг. Под его начало перешёл цех пергаментщиков.

#### Окрашенный пергамент

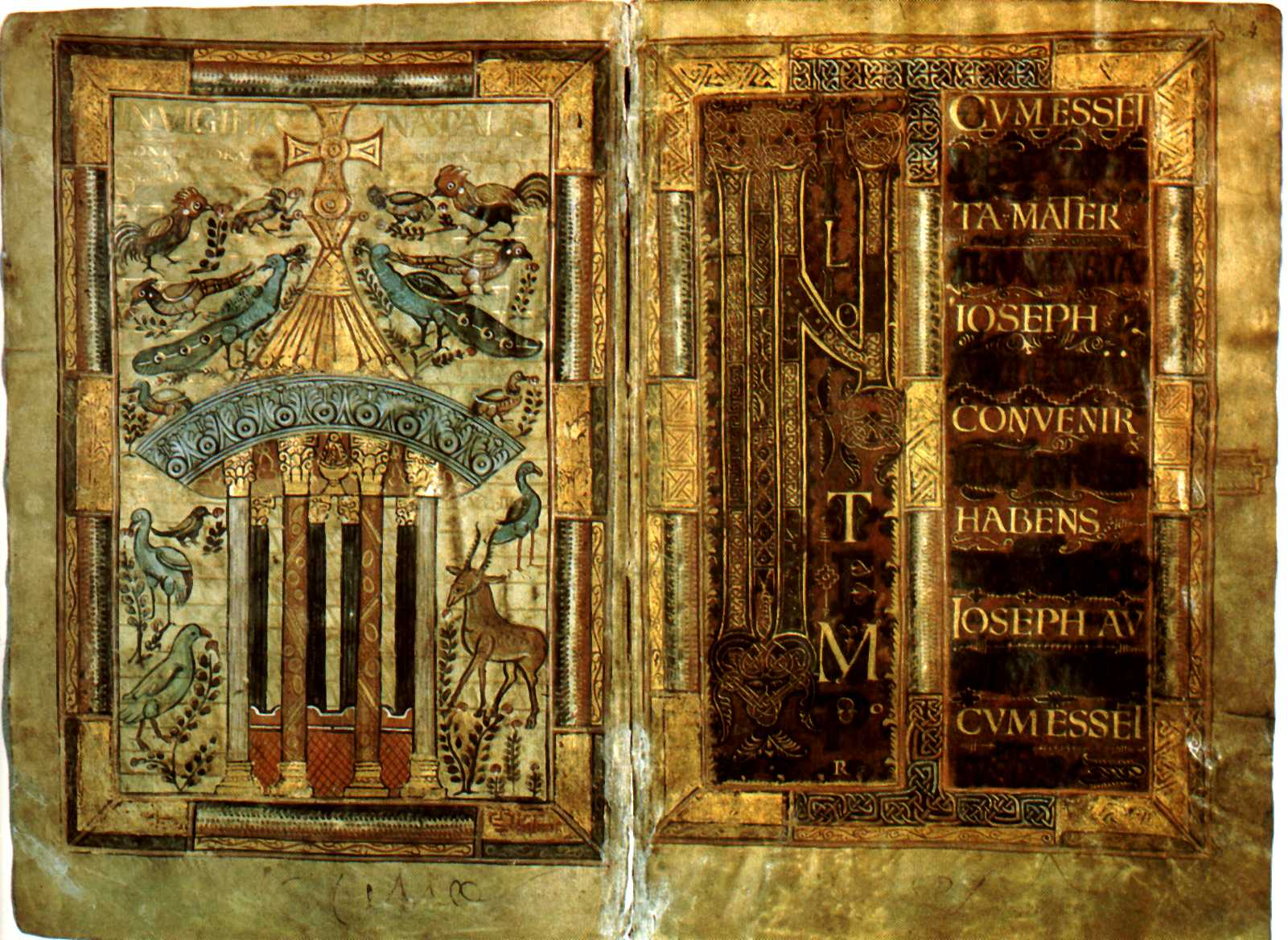
Евангелие Годескалька. Фонтан жизни и инициал. В каролингских пурпурных кодексах часто окрашивалось только поле с текстом. Национальная библиотека Франции

По-видимому, в III или IV веке возникла мода писать золотом и серебром по окрашенному пурпуром пергаменту. Роскошно отделанные книги, изготовленные в технике хризографии, включали только тексты Священного Писания и вызывали осуждение Иеронима Стридонского (в послании 384 года он порицает богатых христианок, «заказывающих себе списки Священного Писания золотом по пурпурному пергаменту, облачённые в изукрашенные драгоценностями оклады»). Равным образом и Иоанн Златоуст в одной из своих речей патетически восклицал: «Я не слышу, чтобы кто-нибудь похвалился тем, что знает содержащееся в книгах, а слышу, как хвалятся тем, что книги их написаны золотыми буквами».
Византийское влияние распространило хризографию и на латинский Запад. От VI века из Остготского королевства дошли два очень похожих друг на друга оформлением и типом текста кодексов Четвероевангелия: готский Серебряный кодекс, названный так из-за ярких серебряных чернил по тёмно-пурпурному пергаменту — единственный большой текст на готском языке. С ним тесно связан аналогично оформленный Кодекс из Брешии, латинский текст которого, по-видимому, был исправлен по готскому переводу. Англосаксы в VII—VIII веках также восприняли обычай украшения рукописей; в «Житии» Вильфрида Йоркского упоминается, что он подарил Рипонской обители «кодекс чистейшего золота на пурпуром окрашенном пергаменте». Характерно, однако, что этот кодекс описан как «чудо, невиданное доныне», то есть в Англии такие рукописи были большой редкостью. Святой Бонифаций в 735 году обращался к настоятельнице Тентского монастыря с просьбой переписать ему в золоте на пурпуре Соборные послания апостола Петра. Однако ни один англосаксонский хризографический кодекс до нас не дошёл.
Обычай изготовления роскошных рукописей на пурпурном пергаменте оживился в эпоху Карла Великого и его преемников. Одним из наиболее известных манускриптов придворной школы стало Евангелие Годескалька, названное по имени его переписчика. Эстетика хризографических кодексов имела и большое символическое значение, что следует из стихов в посвящении к этой рукописи:

Фоны пурпурные здесь письмена золотые покрыли;

Алою кровью гремящего царство открыто небес;

Радости райские нам звёздный чертог обещает;

В ярком сиянье торжественно слово Господне блестит.

Божьи заветы, одетые алыми розы цветами,

Нас сопричастными делают таинству крови Его.

В светлых же золота искрах и нежном серебряном блеске

К нам нисходит таинственно белое девство небес…

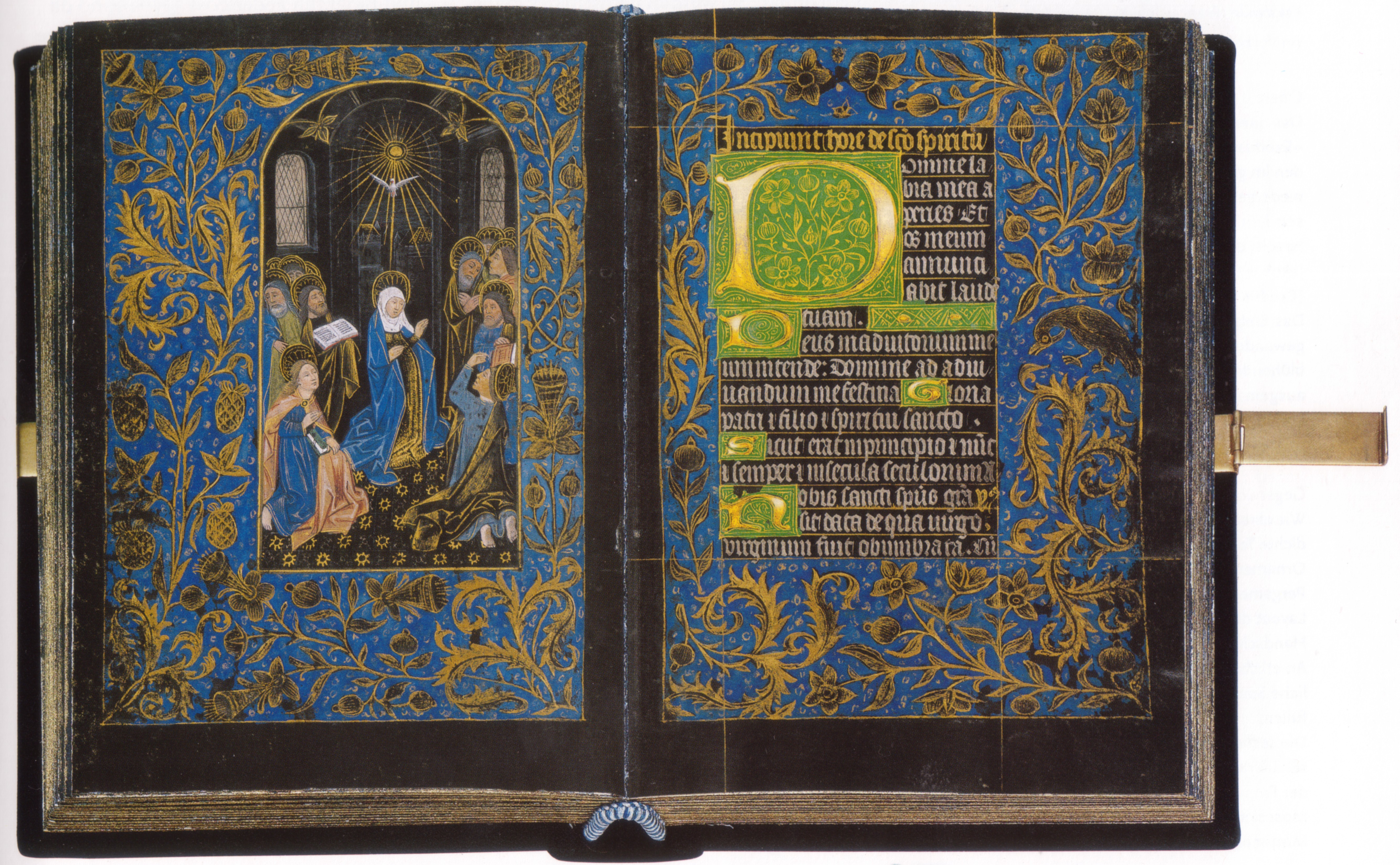
«Чёрный часослов», разворот листов 18v—19r. Библиотека Моргана

К X веку книги, написанные золотыми и серебряными чернилами на пурпурном пергаменте, вышли из употребления, однако в Италии, Германии и Англии эта техника использовалась в официальных документах коронованных особ. Известны пурпурные грамоты императоров Священной Римской империи Оттона I (962), Оттона II (972), Конрада II (1035), Генриха IV (1074 и 1095 годов). В Италии даже частные грамоты могли быть исполнены в такой технике.
В XV веке при дворе бургундских герцогов вошли в моду иллюминированные рукописи, страницы которых окрашивали в радикальный чёрный цвет сажей или растворами соединений меди и железа. Сохранилось по крайней мере шесть таких кодексов, все они изготовлены во Фландрии.

### Палимпсесты

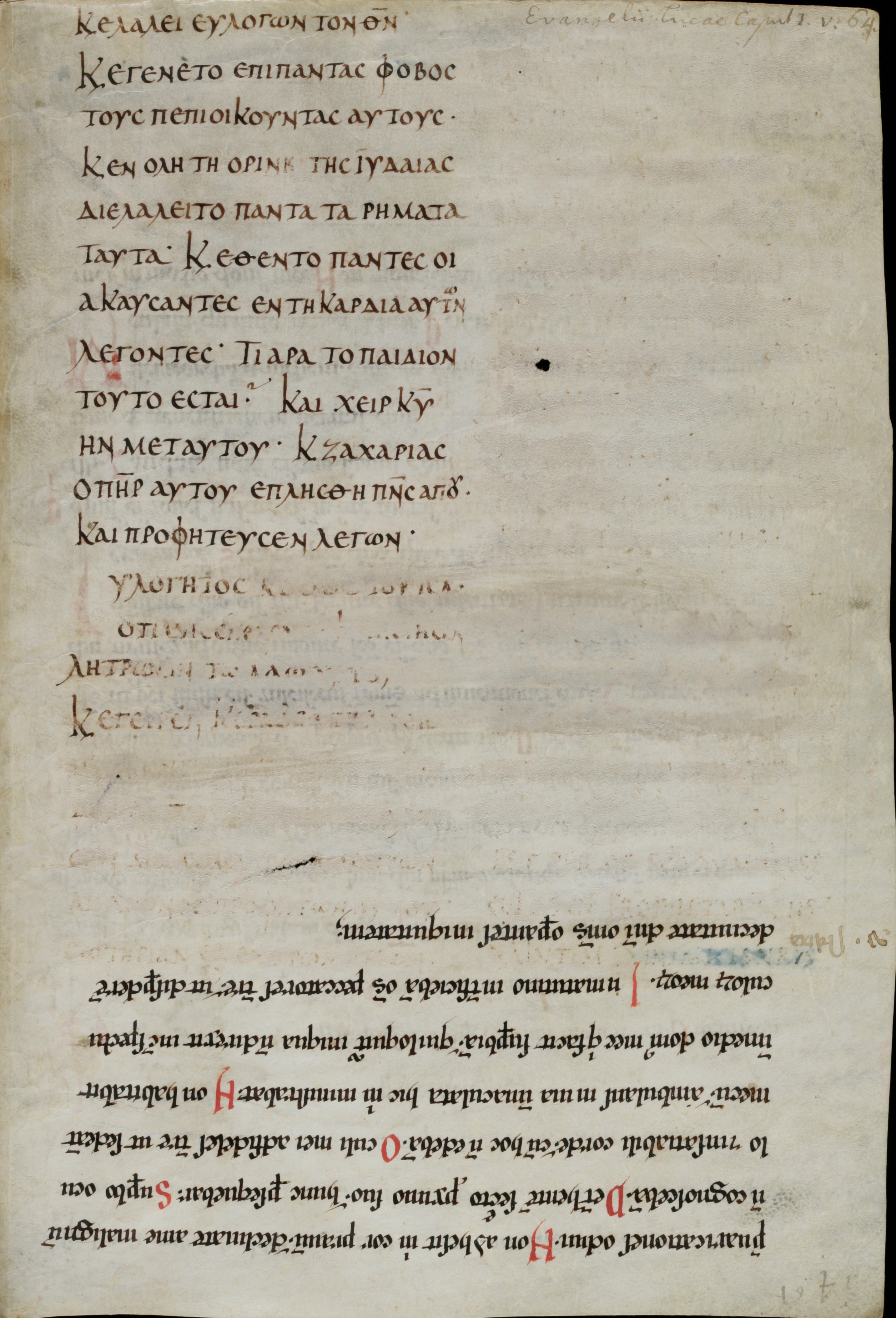
Пример палимпсеста IX века: Codex Sangallensis 18. Вверху полустёртый унциальный греческий текст Евангелия от Луки, переписанный двумя колонками, внизу на очищенном листе начата переписка минускульного латинского перевода в одну строку. Библиотека монастыря Святого Галла

Даже в период максимального упадка книжной культуры в Раннем Средневековье спрос на пергамент намного превышал производство. Результатом стал процесс уничтожения неактуальных текстов, который принял особенный размах в VII—IX веках. Всего сохранилось около 130 палимпсестов, датируемых V—XVI веками, их изучение активно шло с середины XVIII века. В эпоху Раннего Средневековья стирали преимущественно античные тексты, причём в течение столетий с изменениями культурных потребностей этот процесс мог происходить несколько раз. В частности, известна рукопись из коллекции Британского музея (№ 17 212), в которой переписанные в V веке анналы Лициниана в VI веке уступили место грамматическому трактату, а в IX или в X веке и он был стёрт, а поверх переписали сирийский перевод гомилий Иоанна Златоуста. Такая же сложная судьба была у знаменитой рукописи De republica Цицерона (Vat. Lat. 5757), открытой в 1822 году Анджело Маем. Переписанный с папируса в IV веке текст Цицерона (унциал в две колонки) в VIII веке был перекрыт комментариями к Псалтири Августина Аврелия, переписанными полными строками.
Методы уничтожения старого текста практически неизвестны. Первоначально палимпсесты смывались подобно папирусам — губкой, однако поскольку железистые чернила глубоко впитывались в пергамент, стали практиковать соскабливание — сначала ножом, затем пемзой. В Англии иногда использовался химический метод — лист исписанного пергамента для обесцвечивания чернил погружался в смесь, точный рецепт которой неизвестен, в неё входили молоко, сыр и необожжённая известь. Иногда стирание старых текстов становилось модой: Григорий Турский (V, 45) приводит историю, как король Хильперик, требовавший ввести в обиход четыре новые буквы, которые он изобрёл, издал указ, чтобы «древненаписанные книги были выглажены пемзой и переписаны заново». Уничтожение неактуальных текстов практиковалось и в XIV веке: в «Комментарии к Данте» (Рай, песнь XXII) Бенвенуто да Имола упоминается, что в Монте-Кассино стирали целые тома и из очищенного пергамента серийно делали псалтири, которые продавали школярам.
В то же время нельзя сказать, что существовала некая враждебная античности тенденция. Так, в Раннем Средневековье «Моралии» Григория Великого переписывались поверх Тита Ливия и одновременно — Лактанция. В классическом Средневековье наблюдаются прямо противоположные явления: в библиотеке Гроттаферраты в XIII веке поверх стёртого библейского текста монахи переписали «Илиаду» и Софокла, а в библиотеке Святого Галла поверх библейского текста был записан Овидий, трактуемый, впрочем, в мистико-аллегорическом духе.

### Метод переписки

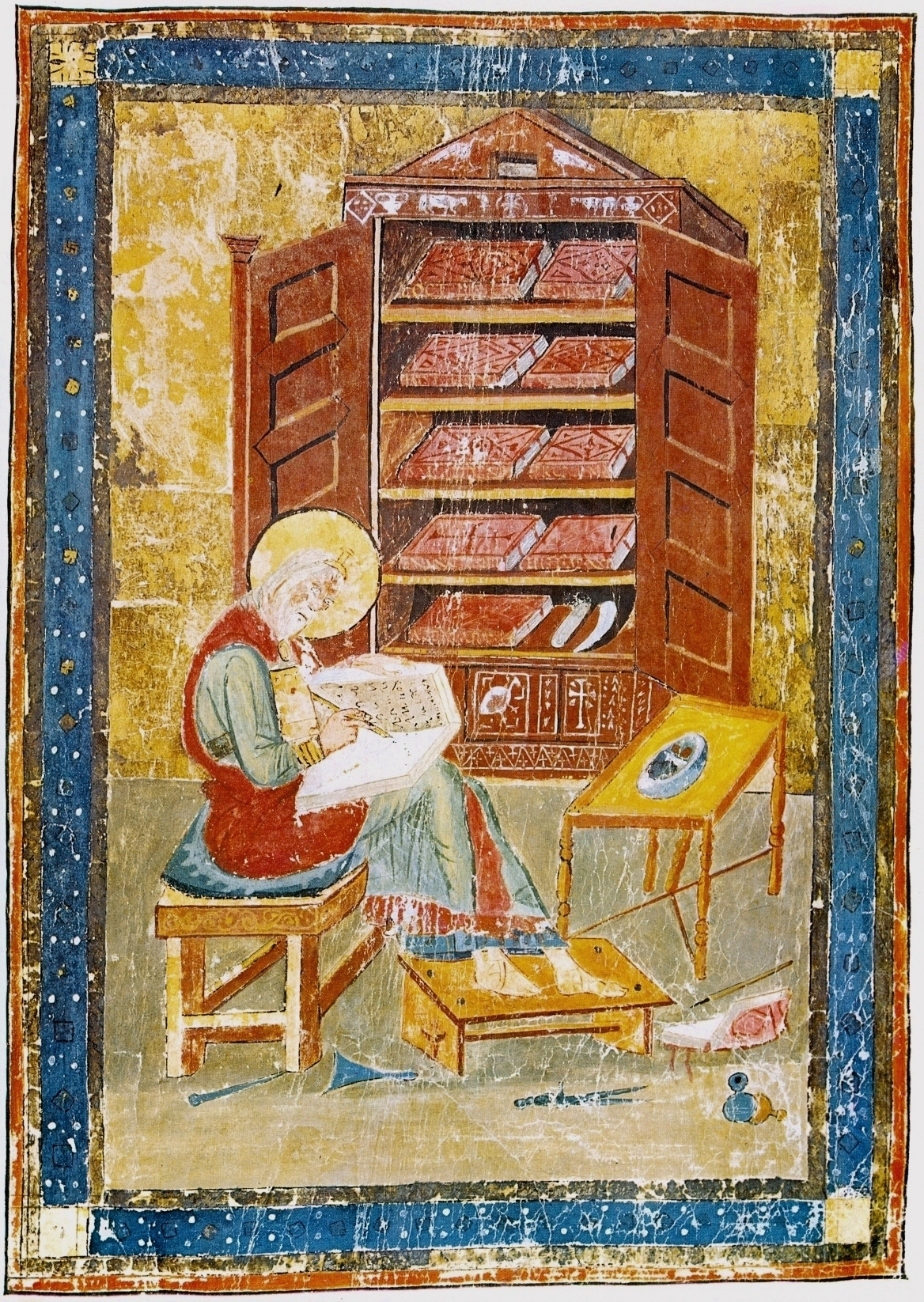
Амиатинский кодекс. Миниатюра на л. 5 оборотном, которым открывается Ветхий Завет. Изображает Ездру в образе монаха-переписчика. Подпись наверху гласит: «Когда священные книги были утрачены в огне войны, Ездра возместил ущерб». Библиотека Лауренциана

Изготовление кодексов отличалось от переписывания папирусных свитков: копирование становилось индивидуальным делом, работа бригады копиистов под диктовку была исключена. Книги от этого становились более редкими и дорогими и были привилегией духовного сословия. Изначально писец работал, как и в античности, на колене, но по мере увеличения размеров и веса книжного блока скрибы работали за наклонным пюпитром стоя или сидя. Как и в античности, использовались чернила двух цветов — чёрного и красного. Последними выделяли инициалы, начальные строки абзацев. Чёрные чернила делались на основе таннина и железного купороса, они глубоко впитывались в пергамент, иногда даже действуя на него разъедающим образом, но со временем выцветали и приобретали бледно-коричневый цвет. Красные чернила делались на основе охры или свинцового сурика. Стремление выделить начало книги, главы, абзаца (иногда строки) особой формой и отделкой начальной буквы породило особый вид средневекового изобразительного искусства. Поскольку пергамент выдерживал грунтовые пигменты, кодексы можно было украшать многоцветными иллюстрациями, которые традиционно именуются миниатюрами (от лат. minium — киноварь). Художников-иллюстраторов именовали миниаторами или иллюминаторами. Латинский кодекс, как и свиток, не имел титульного листа и начинался со слов «incipit liber» — «начинается книга» (далее могло следовать имя автора и название произведения). В конце книги ставились слова «explicit liber», — «заканчивается книга». Глагол explicit произведён от корня plicare, «сворачивать в трубку», — то есть происхождение термина связано с книгой-свитком.
Сохранилось наставление писцам XIII века, которое характеризует все детали и смыслы изготовления кодексов (пергамент именуется «хартой» — то есть «папирусом»):

…Харта, на которой должен писаться текст, должна быть чистой от остатков мяса, хорошо выскоблена, обработана пемзой, подготовлена для рук и работы писца, не слишком толстой и жёсткой, но и не слишком тонкой и мягкой. Ей следует придать четырёхугольную форму, так, чтобы ширина подобающим образом соответствовала длине, чтобы ни ширина, ни длина не выходили за границы положенного, подобно Ноеву ковчегу, который по повелению Божьему был искусно и пропорционально по длине, ширине и высоте сооружён и сделан.

Текст, при соблюдении правил правописания, должен писаться одной и той же рукой, без подтирок и помарок в местах, где заподозрена ошибка, чёрными чернилами одного оттенка (другие чернила исключаются). Весь текст от первой до последней буквы должен сохранять одну и ту же форму и дукт, и размечаться линейкой. Текст должен также обладать удобной для чтения частотой букв, чтобы письмо было не слишком разреженным и не слишком густым. Письмо не должно быть бесформенным, но ровным и упорядоченным.— Пер. В. Г. Боруховича

## Бумажные кодексы

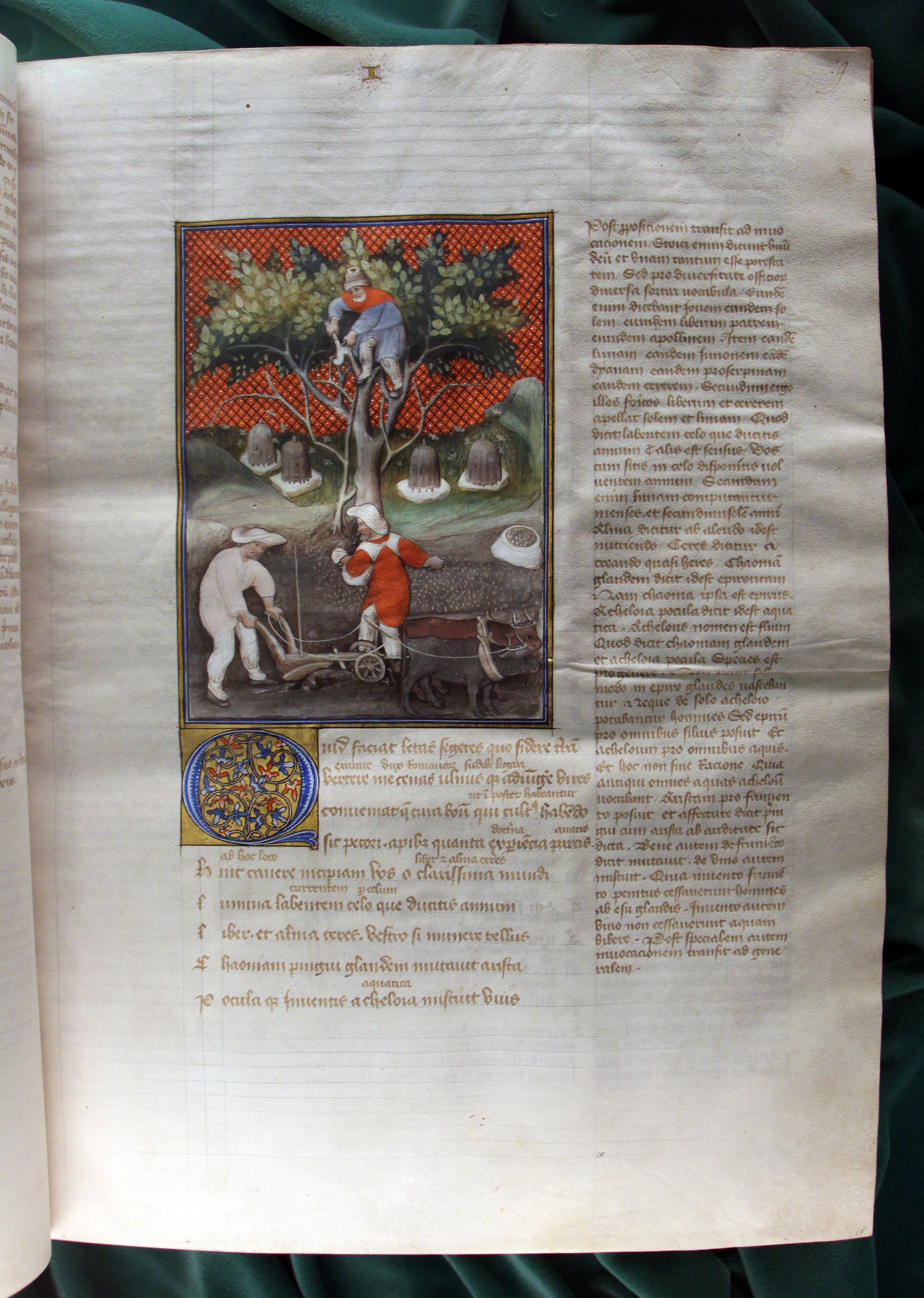
«Георгики» Вергилия в бумажном иллюминированном кодексе 1403 года. Справа — колонка комментария. Библиотека Лауренциана

Острый дефицит писчего материала в Европе существовал до широкого распространения бумаги, которое началось приблизительно в XII веке. Бумага была привозной и попадала через Испанию и Сицилию, захваченные арабами. Однако новый материал входил в обиход очень медленно: в 1231 году император Фридрих II запретил употребление бумаги для официальных документов, иными словами, этот материал представлялся непрочным и несовершенным.
С XIV века бумага становится конкурентом пергамента и начинает постепенно его вытеснять. Усовершенствование технологии привело к тому, что плотная бумага к XV веку стала тоньше, не потеряв в прочности, а потребность в переписывании книг и увеличение числа грамотных людей увеличивали спрос на неё. В этом же столетии бумажные кодексы стали теснить пергаментные; однако процесс замещения оказался очень длительным, и даже после изобретения книгопечатания вплоть до XIX века особо роскошные и ценные издания делались на пергаменте. Часть тиража первопечатных книг также печаталась на пергаменте.
Первые бумажные кодексы XIV века сфальцованы таким образом, что каждый отдельный кватернион был охвачен пергаментным листом. По каталогам рукописных книг выясняется, что в XIV веке во Франции 61 % всех книг были пергаментными, 32 % — бумажными и только 7 % смешанными. Для первой половины XV века это соотношение выглядит как 58 % — пергамент, 30 % — бумага и 12 % смешанные, а качественный скачок наблюдается во второй половине того же века: 34% — пергаментные рукописи, 56 % — бумажные и 10 % смешанные. Бумага сыграла огромную роль в подготовке книгопечатания, поскольку обеспечила материальную базу для размножения книг в сотнях и тысячах экземпляров. Это было заметно ещё до внедрения книгопечатания: сохранилась рукопись XV века из собрания Лейденского университета, в которой некое частное лицо, имя которого не установлено, просит владельца скриптория изготовить 200 экземпляров «семи псалмов», 200 экземпляров «Катона», 400 молитвенников.

### Единство рукописных и печатных кодексов

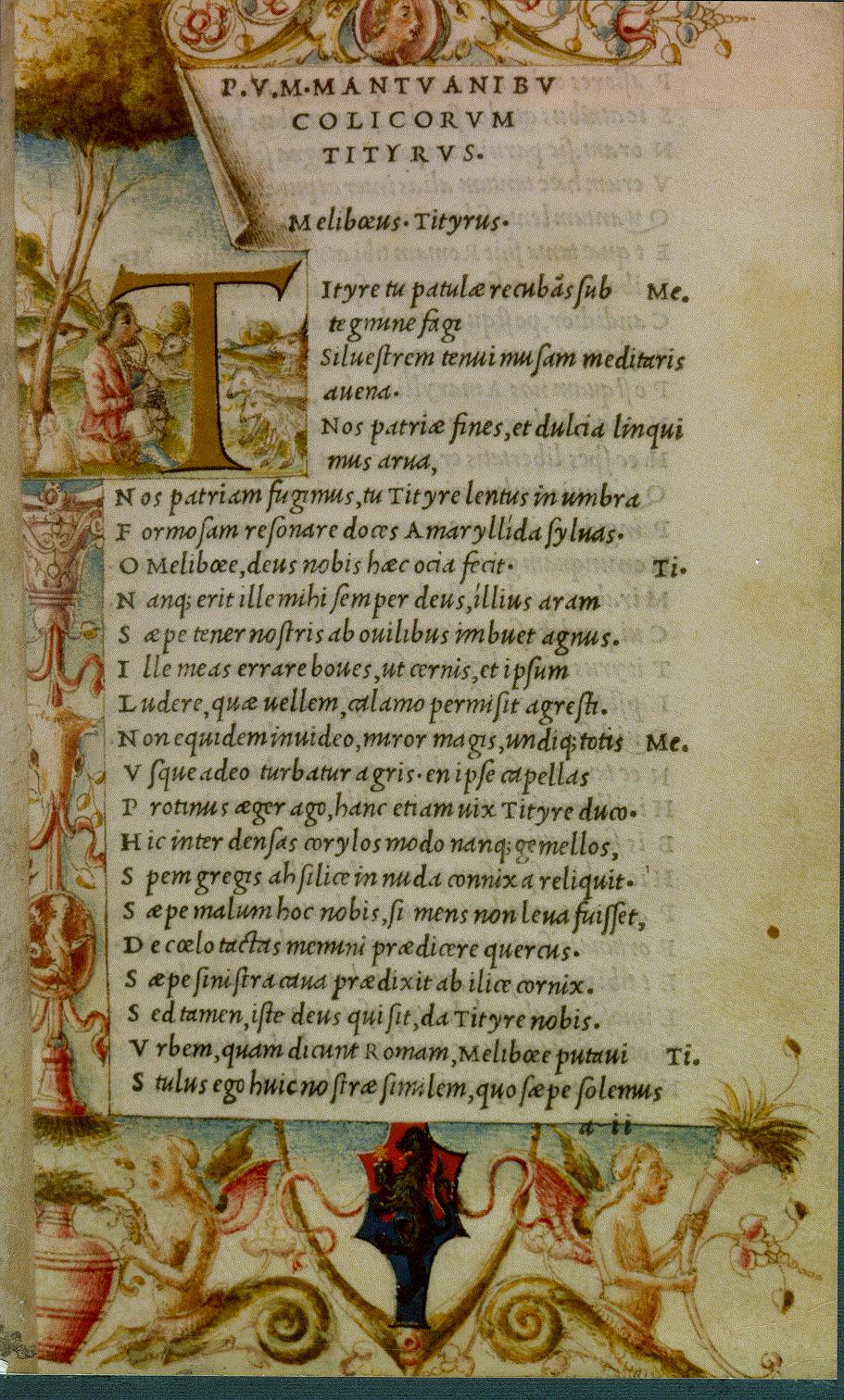
Экземпляр «Буколик» Вергилия в издании Альда Мануция 1501 года (лист 2 recto). Текст напечатан курсивом на пергаменте, буквица и обрамление расписаны от руки. Библиотека Джона Райландса

Названное явление характерно прежде всего для первых десятилетий книгопечатания, примерно до XVI века. Первопечатники тиражировали актуальные для середины XV века тексты, воспроизводя также структуру рукописей и их оформления, созданные в предшествующие века. В первую очередь это касалось размера и формата печатных книг, копировавших рукописные (рукописи, предназначенные только для печатного воспроизведения, появились в XVI веке). В свою очередь, в пергаментных кодексах формат определялся величиной шкур животных, из которых выделывался пергамент. Типография Мерлани в Италии, например, использовала четыре формата бумажных листов, которые точно соответствовали пергаментным. Аналогично рукописным кодексам, текст в первопечатных книгах обычно располагался двумя колонками. В первых инкунабулах не было пагинации, а только фолиация, в дальнейшем, напротив, рукописные книги стали использовать нумерацию страниц, заимствованную из печатных книг. В Библии Гутенберга отсутствовал колофон, в дальнейшем его наличие в печатном тексте зависело от его наличия в исходной рукописи. В 1476 году венецианский печатник Эрхард Ратдольт впервые использовал титульный лист, и очень быстро переписчики, опасаясь конкуренции со стороны типографов, стали сами делать титульные листы в рукописях. Если манускрипт копировался с печатного издания, он воспроизводил все особенности типографской книги.
Благодаря работам французского палеографа Ш. Самарана выяснилось, что спуск полос не был изобретением печатников, а в Средние века применялся для изготовления рукописей небольшого формата, чтобы не путать листы и не нарушать системы их складывания. Сигнатура была изобретена для этих надобностей сравнительно рано и в XIII веке была заменена буквенно-цифровой системой. Используемый в книге шрифт соответствовал её назначению, например, богослужебные книги — градуалы, миссалы, псалтири — печатались крупной готикой, аналогичная применялась при переписывании манускриптов, которые продолжали широко использоваться. Точно так же готический шрифт использовался для учебной и юридической, а также богословской литературы; оставшиеся от древности произведения печатались антиквой (её ввели в рукописный оборот гуманисты XIV века). Книги для светского употребления (художественная литература и книги на национальных языках) переписывались и печатались бастардой.
Примерно до середины XVI века для иллюстрирования печатных книг использовали почти исключительно ксилографию, причём очень часто печатники стремились максимально приблизить иллюстрирование к рукописной миниатюре. Для этого делался очень слабый штриховый оттиск, который затем раскрашивали вручную. То же самое касалось инициалов, которые в первопечатных книгах делали от руки, для чего оставлялось пустое место. Зачастую оно так и оставалось неукрашенным — было физически невозможно отделать весь тираж (в среднем от 200 до 500 экземпляров), отсюда возникли абзацные отступы.